# Meer van Te Werve

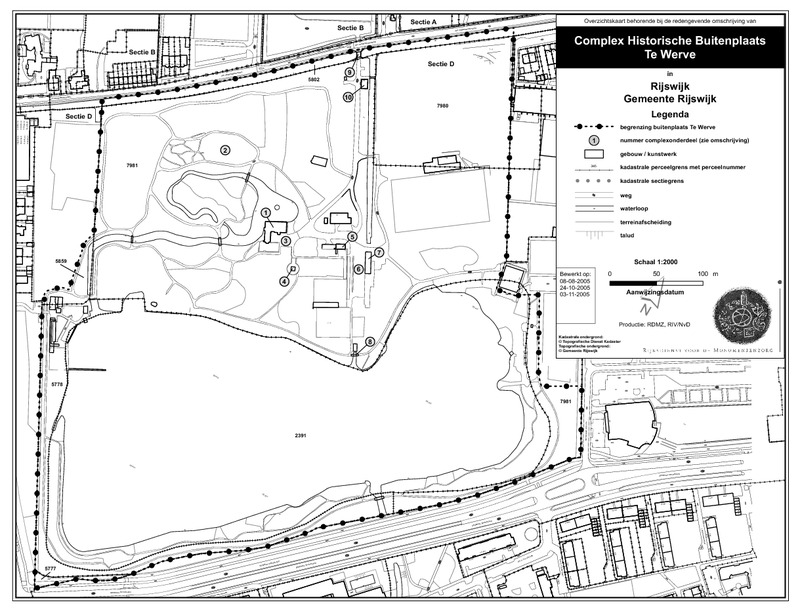
Het Meer van Te Werve op een kaart van Landgoed te Werve

Het Meer van Te Werve, het Meer van Labouchere of De Put is een natuurgebied, recreatieplas en voormalig zandgat dat na 1910 is ontstaan ten gevolge van zandafgraving, gelegen in de Nederlandse plaats Rijswijk (provincie Zuid-Holland).

## Geschiedenis
Voor het bouwrijp maken van de weilanden voor de Haagse wijk Laakkwartier en Spoorwijk moesten enorme hoeveelheden zand worden aangevoerd. Dat was nodig want het niveau van de Noordpolder was bijzonder laag.

De eigenaar van Landgoed te Werve in Rijswijk, Abel Labouchere, was tevens eigenaar van een stuk onbebouwde grond te zuiden van het beboste deel van het landgoed. Aangezien het landgoed gelegen was op een zandrug, kon het zand ervan worden verkocht. Op 4 maart 1909 werd een vergunning afgegeven voor het afgraven van het zand tot een diepte van 7 meter. Er werd gedurende de periode 1909-1910 een gat gegraven, waarbij het zand met een treintje werd vervoerd naar de spoorlijn van de H.IJ.S.M. en zo verder naar de nieuw aan te leggen Haagse wijk Laakkwartier en Spoorwijk. Hierna liet men het gat langzaam vollopen, waarna het huidige meer, dat de vormen in landschapstijl volgt, ontstond.
Al snel werden recreatieve doelen ontdekt, zoals zwemmen en de hengelsport, waartoe Labouchère veel vissen had uitgezet en ook regelmatig voor aanvulling zorgde.
In 1922 ging het landgoed over in handen van de B.P.M.(Shell). Op 7 januari 1954 werd de eerder verleende vergunning gewijzigd, waardoor het mogelijk werd ten behoeve van de uitbreiding van de bebouwing van Rijswijk met de wijk Te Werve-West II, grond (zand met klei) te winnen tot op een diepte van 13 meter. Dit gebeurde in 1956 met behulp van twee zandzuigers van de Leidse firma Schouts. Doordat te dicht langs de kanten was gezogen, werden de oevers instabiel. Door afkalving en instorting van de te steile wanden, moesten de oevers van het meer door middel van puin en beplanting worden verstevigd.
In 1923 werd in een klein deel van het meer het zwembad De Put geopend.
Ten behoeve van het personeel van Shell was het meer opgesteld voor watersport, zoals kanoën en zeilen.
Na openstelling van het landgoed voor het publiek is rondom het meer een wandelroute uitgezet.
Het huidige beheer van het meer valt, net als de andere delen van het landgoed, onder de Vrienden van Te Werve, samen met een groep van vrijwilligers.
Regulering van een te hoog waterpeil geschiedt door een afvoer naar een nabij gelegen watergang.